# Acioa edulis
Acioa edulis är en tvåhjärtbladig växtart som beskrevs av Ghillean `Iain' Tolmie Prance. Acioa edulis ingår i släktet Acioa och familjen Chrysobalanaceae. Inga underarter finns listade i Catalogue of Life.